# Aller Heiligen Convent

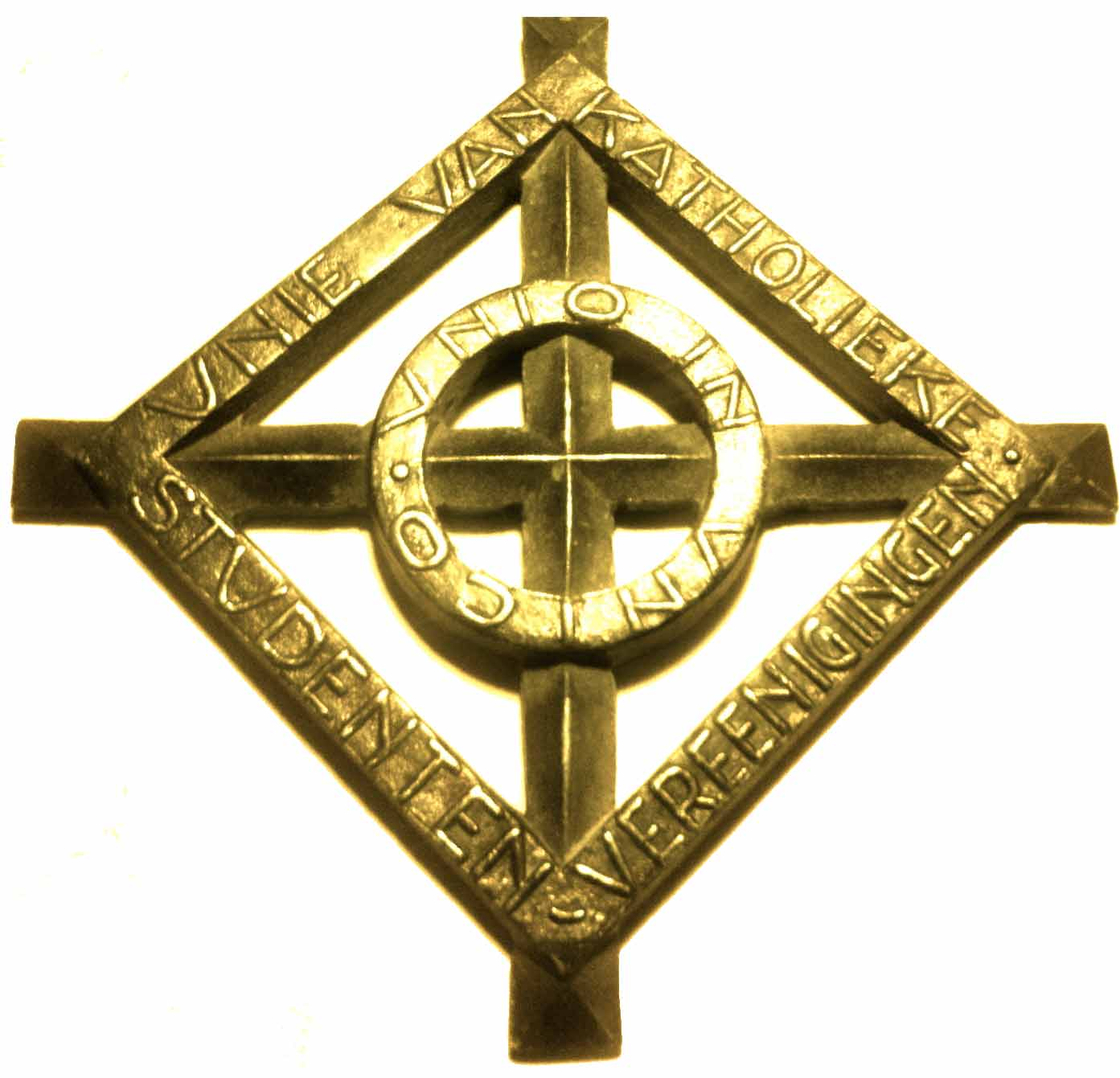
Wapen der UKSV

Het Aller Heiligen Convent is  een verband tussen Nederlandse, hoofdzakelijk oorspronkelijk katholieke studentenverenigingen.

## Geschiedenis
Aan het eind van de negentiende eeuw is er een steeds toenemende emancipatiegolf van katholieken in Nederland. Zij kunnen meer en meer openlijk hun geloof belijden en steeds meer kunnen ook katholieken in aanmerking komen voor allerlei openbare functies. Geheel in lijn met de typische verzuiling van Nederland, ontstaat ook onder katholieke studenten in Nederland het verlangen om georganiseerd met andere katholieken samen te komen. Eerst is dit nog in katholiek debatingclubjes onder de vleugels van de corpora maar op een gegeven moment worden er onafhankelijke Katholieke Studenten Verenigingen (KSV's) opgericht. 
Net als bij de corpora ontstaat er tijdens of vlak na de oprichting van deze verenigingen bevriend contact met de andere katholieke studentenverenigingen in Nederland. Het eerste overleg tussen de KSV's in georganiseerde zin is al in 1897. Op 25 oktober 1908 werd de Unie van Katholieke Studentenvereenigingen (UKSV) onder de zinspreuk unio in unico (eenheid door uniekheid) opgericht. Deze raakte in een crisis in de jaren 50 van de twintigste eeuw en werden na hervorming hernoemd tot de Unie van Katholieke Studenten in Nederland (UKSN). Deze blijft voortbestaan tot - en gaat ter ziele in 1970. Een aantal jaren later komen de (van oorsprong) katholieke studentenverenigingen opnieuw tot een overkoepelende organisatie: Het Aller Heiligen Convent.

## Geloof
Het uitgangspunt was oorspronkelijk het geloof. In de jaren 1960 kwam de nadruk meer te liggen op onderlinge contacten en gezelligheid. In 1979 verliet de Leidse studentenvereniging (Sanctus) Augustinus om ideologische redenen het verband. In 1981 werd het predicaat 'katholiek' uit de statuten geschrapt, waarna de opengevallen plaats in 1986 kon worden ingevuld door ALSV Quintus. L.A.N.X., eerder bekend als het (protestantse) VU-corps, sloot zich op 1 november 2002 aan als Amsterdamse vereniging. De oorspronkelijke katholieke Amsterdamse studentenvereniging, de (R)KSV Sanctus Thomas Aquinas had zich ontbonden in 1971, waarbij één dispuut van deze vereniging zich aansloot bij het Amsterdamsch Studenten Corps om het ook bij die vereniging dalende ledental aan te vullen. De overgebleven zusterverenigingen plaatsten daarna in alle grote dagbladen het overlijdensbericht van hun zusje uit Amsterdam.

## Moderator
Bij het Aller Heiligen Convent was het in de eerste helft van de 20e eeuw vrij gebruikelijk een of zelfs meerdere priesters als moderator aan te stellen. Zij werden door de Kerk benoemd, golden als 'bijzonder lid', en stonden het bestuur met raad terzijde. Dit was enerzijds een uitvloeisel van het feit dat de katholieke studenten sowieso in de protestantse gebieden van Nederland weinig andere aanknopingspunten met de Kerk hadden, en anderzijds een middel om het katholieke karakter van de verenigingen te bewaken. Moderatoren bemoeiden zich intensief met de vereniging, en hierdoor was de verhouding met het bestuur niet altijd even goed. Na de vernieuwingsgolf van de jaren 60 en 70 verwaterde het exclusief katholieke karakter van de AHC-verenigingen, en stapten ze dan ook, met uitzondering van het Tilburgs Studenten Corps Sint Olof (T.S.C. St. Olof), van het moderatorschap af.

## Activiteiten
De AHC-verenigingen organiseren jaarlijks gezamenlijke activiteiten. Elk jaar is er een AHC-feest en sinds acht jaar wordt het MAFF-feest georganiseerd; een feest voor alle eerstejaars van alle zusterverenigingen. Enkele andere AHC-activiteiten zijn de AHC-biercantus, AHC-liftwedstrijd, het AHC-songfestival, het Blinddate-diner, de AHC-IQ-Quiz, AHC-benefietconcert en de AHC DJ contest. 

## AHC Songfestival
Het AHC Songfestival is de bekendste AHC-activiteit. Het werd de eerste keer georganiseerd ter gelegenheid van Quintus' derde lustrum door het dispuut AquaVite. Guus Meeuwis trad daar namens T.S.C. St. Olof uit Tilburg op met Het is een nacht, wat later een nummer 1-hit zou worden. De band I.O.S. heeft met Voltooid Verleden Tijd op het songfestival ook bekendheid verkregen, evenals Batiste & David, met de nummers Vakantieliefde en Roos (T.S.C. St. Olof). 

## Aangesloten verenigingen
- C.S. Veritas
- RKSV Albertus Magnus
- K.S.V. Sanctus Virgilius
- KSV St. Franciscus Xaverius
- RSV Sanctus Laurentius
- T.S.C. Sint Olof
- N.S.V. Carolus Magnus
- ALSV Quintus
- L.A.N.X.
- SV Circumflex

Voormalige leden
- L.V.V.S. Augustinus
- Sanctus Thomas Aquinas
- N.S.C. Carolus Magnus